# Coccolithovirus

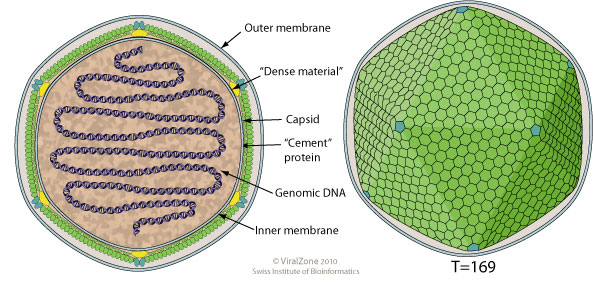
Disegno schematico di un virione del Coccolithovirus (sezione trasversale e vista laterale)

Il Coccolithovirus è un genere di enorme virus a doppio filamento di DNA della famiglia Phycodnaviridae cui appartiene una sola specie, Emiliania huxleyi virus 86, EhV-86, che infetta Emiliania huxleyi, una specie di coccolitofora. Il suo genoma è composto di 407339 coppie di basi con un contenuto di G+C pari al 41,1% e contiene 472 presunte sequenze codificanti.
Wilson ed il suo team alla Marine Biological Association (MBA), University of East Anglia ed al Plymouth Marine Laboratory (PML), osservò il virus per la prima volta nel 1999.
Successivamente, nell'estate del 2005 ricercatori del Plymouth Marine Laboratory (Willie Wilson et al.) e del Sanger Institute (Holden et al.) sequenziarono il genoma del ceppo EhV-86 scoprendovi all'interno ben 472 geni codificanti per proteine, numero estremamente elevato per un virus, che ha reso il coccolitovirus il più grande virus marino per numero di geni.
Dalle osservazioni iniziali eseguite sul genoma del coccolitovirus, venne scoperta una sequenza di geni responsabili per la produzione di ceramide. La ceramide è un fattore di controllo della morte cellulare, e per questo si ritiene comunemente che il coccolitovirus usi questo composto per allungare la vita dell'alga Emiliania huxleyi mentre utilizza la sua cellula come ospite. Questa risulta essere una capacità unica mai vista in alcun altro genoma virale sino ad ora.